# Stejnopohlavní manželství na Maltě
Stejnopohlavní manželství je na Maltě legální od 1. září 2017. Návrh příslušného zákona přijal maltský parlament 12. července 2017. Prezidentka jej podepsala 1. srpna 2017. 25. srpna vyhlásilo Ministerstvo rovnosti den účinnosti - 1. září 2017.
Malta umožňuje homosexuálním párům také uzavřít registrované partnerství podle zákona o registrovaném partnerství prvně zpracovaném a předloženém v září 2013. Registrované partnerství se obsahem práv a povinností nijak neliší od manželství. Párům žijícím v něm je umožněná i společná adopce dětí. Maltský parlament takový zákon definitivně schválil 14. dubna 2014 v poměru hlasů 37 proti 30 zdržením se. Maltská prezidentka Marie Louise Coleiro Preca jej podepsala 16. dubna. Ve vládní sbírce byl publikován hned následující den 17. dubna. První registrované partnerství bylo uzavřeno 13. června 2014.

## Registrované partnerství

### Historie
Před volbami v r. 2008 zaslalo Maltské hnutí za práva gayů ('Malta Gay Rights Movement) všem vládnoucím politickým stranám dotaz na postoj k právnímu uznání homosexuálních svazků. Žádná z nich tehdy nepodporovala stejnopohlavní manželství, ale všechny nějaké, byť minimální, uznání stejnopohlavního soužití. Vládnoucí Národní strana podporovala rozšíření určitých práv nesezdaných heterosexuálních párů na homosexuály. Labouristická strana podporovala uznání "homosexuálních rodin a partnerství". Na dotaz, zda formou registrovaného partnerství nebo neregistrovaného soužití, neodpověděla. Národní akce podporovala registrované partnerství s většinou práv a povinností vyplývajících z manželství, vyjma pozůstalostních důchodů. Demokratická alternativa/Zelení podporovala registrované partnerství s obsahem stejných práv a povinností jako má manželství.

### Návrh zákona o registrovaném partnerství 2012
28. března 2010 oznámil maltský premiér Lawrence Gonzi, že jeho vláda zpracuje zákon regulující soužití. Uvedl, že doufá v jeho dopracování koncem roku. 11. července potvrdil Gonzi, že se zákon bude prezentovat v parlamentu koncem roku 2010. Navržený zákon byl prezentován ministrem spravedlnosti 28. srpna 2012 a postoupen do procesu konzultace, který trval do 30. září. Z důvodu pádu vlády a rozpuštění parlamentu se v prosinci 2012 zákon nestihl projednat.

### Zákon o registrovaném partnerství 2014
V předvolební kampani oznámila Labouristická strana, že v případě svého zvolení přijme zákon o registrovaném partnerství pro páry stejného pohlaví. Termín legalizace si stanovila na léto 2013, ale nakonec k němu došlo v r. 2014. Helena Dalli, ministryně pro sociální dialog, ochranu práv spotřebitelů a občanských svobod, oznámila, že legalizace stejnopohlavního manželství by potřebovala referendum, nikoli pouze politickou vůli.
30. září 2013 se začal maltský premiér v rámci první schůze zabývat návrhem zákon o registrovaném partnerství v prvním čtení. Navržený zákon byl publikován 14. října 2013. Registrované partnerství je přístupné jak homosexuálním, tak i heterosexuálním párům, a obsahově se absolutně rovná manželství , včetně plných adopčních práv. Přestože na Maltě byla již tou dobou legální individuální adopce bez ohledu na sexuální orientaci žadatele, tak právě tuto záležitost používali odpůrci registrovaného partnerství jako argument proti němu. Římskokatolický biskup Charles J. Scicluna odsoudil v rámci vánočního kázání adopce dětí páry stejného pohlaví a řekl, že papež František vyzývá k veřejnému odporu proti němu. 25. února 2014 se zákon stal předmětem komisionálního jednání. Třetí čtení bylo odloženo, protože tehdejší prezident George Abela oznámil, že se jej chystá vetovat. Jeho funkční období však končilo a předkladatelé věděli, že jeho nástupkyně Marie-Louise Coleiro Preca s ním problém nemá. Precová vstoupila do úřadu maltské prezidentky 4. dubna a zákon o registrovaném partnerství podpořila. Zákon byl přijat 14. dubna ve třetím čtení poměrem hlasů 37:0. Všichni poslanci Labouristické strany jej podpořili. Poslanci opoziční Národní strany se zdrželi. Podpis prezidentky získal 16. dubna. Ve vládní sbírce byl publikován 17. dubna. První registrované partnerství bylo uzavřeno 13. června 2014. 20. června 2014 publikovalo Ministerstvo vnitra a národní bezpečnosti směrnici, podle níž je Malta povinná uznávat stejnopohlavní manželství uzavřená v zahraničí.
V dubnu 2015 požehnal římskokatolický dominikánský kněz gay páru před Bohem, ačkoli církevní pravidla toto nepovolují.

#### Statistiky
Rok po přijetí zákona o registrovaném partnerství, tj. do dubna 2015, bylo na Maltě registrováno celkem 47 párů.
Do listopadu 2016 se toto číslo vyšplhalo na 153.

### Zákon o soužití 2017
3. dubna 2017 přijal maltský parlament zákon o soužití 2017. Ten přiznává párům žijícím nejméně dva roky ve společně hospodařící domácnosti určitá práva a povinnosti, včetně rodičovství a vzájemného zastupování. Zákon upravuje soužití všech párů bez ohledu na pohlaví. 7. dubna jej podepsala maltská prezidentka Marie Louise Coleiro Preca.

## Stejnopohlavní manželství

### Historie
V březnu 2016 oznámil maltský premiér Joseph Muscat z vládnoucí Labouristické strany při příležitosti oslav Mezinárodního dne žen, že on sám osobně je pro stejnopohlavní manželství, a že je čas se touto problematikou začít zabývat. Vůdce opoziční Národní strany Simon Busuttil na to odpověděl tak, že se vláda tím pouze snaží zakrýt své vlastní neúspěchy, ale že on sám nevidí žádný problém v přechodu z registrovaného partnerství na stejnopohlavní manželství. Představitelé místních LGBT organizací hned na to začali požadovat neprodlenou redefinici manželství na svazek dvou osob bez genderových omezení.
21. února 2017 oznámila ministryně sociálního dialogu, ochrany práv spotřebitelů a občanských svobod, že v brzké době zpracuje zákon o stejnopohlavním manželství. Následující den oznámila, že přijetí zákona o stejnopohlavním manželství do nadcházejících parlamentních voleb 2018 závisí především na vládě. Proces přijetí stejnopohlavního manželství se však odsouvá na neurčito z důvodu vládní krize a nadcházejících parlamentních voleb 3. června 2017. 9. května řekl maltský premiér Joseph Muscat, že jeho strana podpoří legalizaci stejnopohlavního manželství, bude-li opět zvolen. 10. května vyzvalo mládežnické křídlo Národní strany, aby i ona přistoupila na to samé, načež pak 13. května oznámil předseda strany Simon Bustill, že se součástí jejich volební platformy stane podpora stejnopohlavního manželství.

### Manželský zákon 2017
Po vítězství Labouristické strany potvrdil maltský premiér Muscat, že nově sestavená vláda přijme zákon o stejnopohlavních sňatcích do konce léta. 18. června 2017 oznámil maltský premiér, že příslušný zákon legalizující stejnopohlavní sňatky bude přijat v prvním i druhém čtení ihned na první parlamentní schůzi, která proběhne od pondělí 26. června. 23. června 2017 potvrdila Národní strana, že bude hlasovat ve prospěch takového zákona. Jako strana se plánuje usnést na pozměňovacích návrzích k zákonu na komisionální úrovni.
24. června 2017 bylo první čtení návrhu příslušného zákona zařazeno jako pevný bod jednání nového parlamentu. Nicméně určitý počet poslanců Národní strany nesouhlasí s některými jeho částmi, a tudíž se domáhá práva svobodného hlasování. Druhé čtení návrhu bylo zahájeno 26. června. Ten samý den oznámili oba poslanci Demokratické strany Malty, že návrh podpoří. Druhé čtení bylo zcela dokončeno 5. července. Všichni poslanci hlasovali pro jeho přijetí, vyjma jednoho Edwina Vassallo. Komisionální přezkum návrhu byl zahájen 6. července a skončí 7. července. Veškeré pozměňovací návrhy Národní strany byly zamítnuty. 12. července byl návrh přijat ve třetím čtení za podpory všech poslanců, vyjma Edwina Vassallo. 1. srpna 2017 jej podepsala maltská prezidentka Marie Louise Coleiro Preca. 25. srpna zveřejnila ministryně rovnosti oficiální datum účinnosti nové legislativy, a to 1. září 2017.

## Veřejné mínění
Průzkum Eurostat z r. 2006 ukázal, že pouze 18 % Malťanů podporuje stejnopohlavní manželství.
Nicméně u mladší generace byla již tehdy zaznamenána vyšší podpora. Statistika z října 2009 ukázala 49 % podporu stejnopohlavního manželství u vysokoškolských studentů. 35 % jich bylo proti a 16 % nemělo jednoznačný názor. Pozdější výzkum z října 2011 ukázal, že 56,5 % vysokoškoláků podporuje stejnopohlavní manželství.
V červnu 2012 ukázala statistka zveřejněná v dvoutýdeníku Malta Today, že podpora stejnopohlavního manželství dramaticky vzrostla. 60 % respondentů ve věku 18-35 se vyslovilo pro. Ve věkové struktuře byly vidět značné výkyvy. Pouze 23 % starších 55 let podporovalo redefinici manželství. Celkově vzato 41 % populace podporovalo stejnopohlavní manželství a 52 % bylo proti , což sice neznamenalo většinovou podporu, ale rapidní změnu oproti r. 2006, kdy bylo podporujících pouze 18 %.
V listopadu 2013 se 69,9 % Malťanů vyslovilo pro registrované partnerství. Tou samou dobou se pro adopce dětí homosexuálními páry vyslovilo pouze 24,7 %.
Eurobarometr z r. 2015 ukázal, že 65 % Malťanů podporuje legalizaci stejnopohlavního manželství v celé Evropě, zatímco 29 % je proti.
Statistika z dubna 2016 zveřejněná v deníku The Malta Independent ukázala, že 61 % Malťanů podporuje stejnopohlavní manželství, 25 % je proti, 10,1 % je to jedno a 3,7 % nemá jednoznačný názor.